# Mączniak rzekomy winorośli

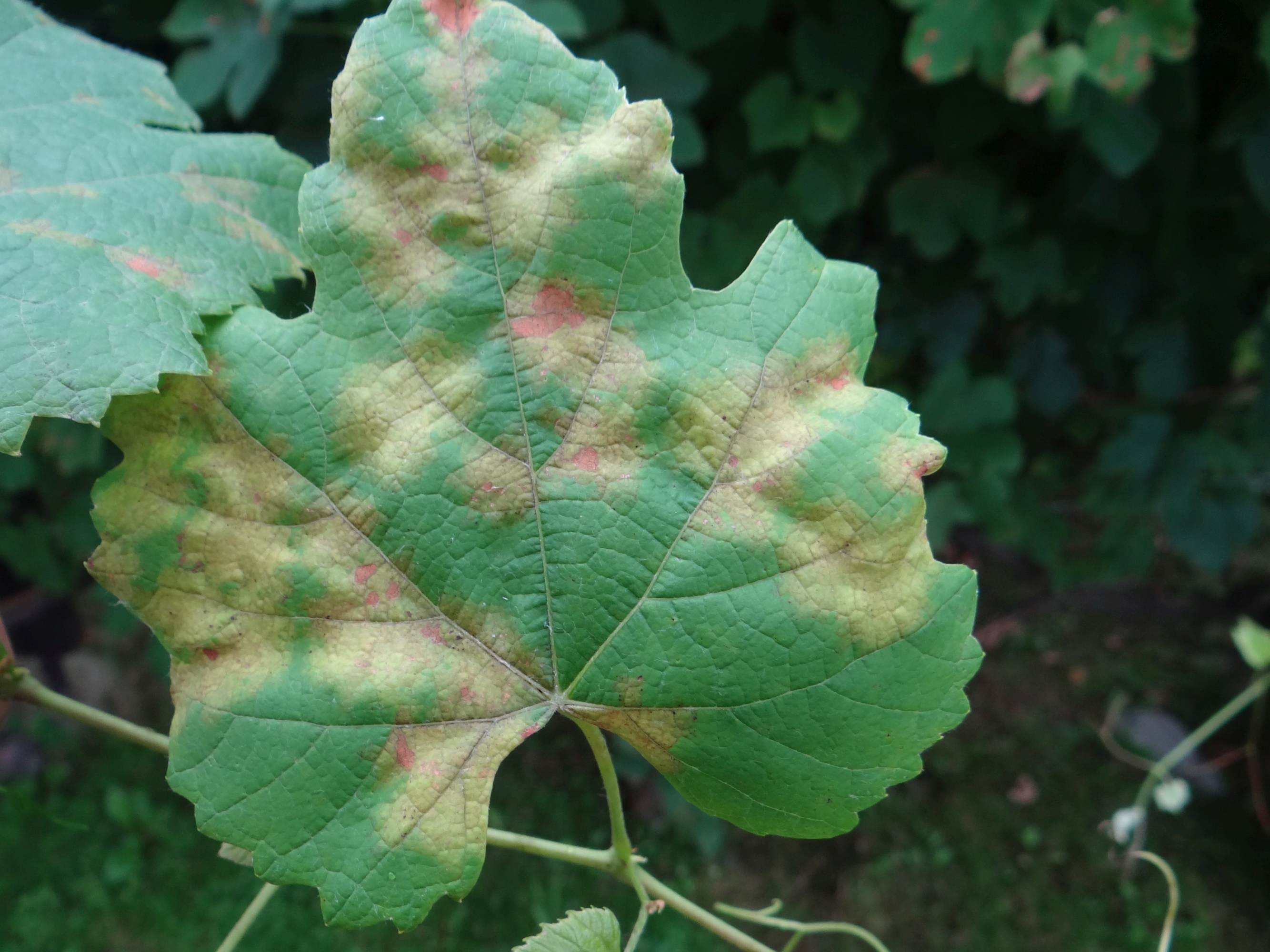
Objawy mączniaka na górnej powierzchni liścia

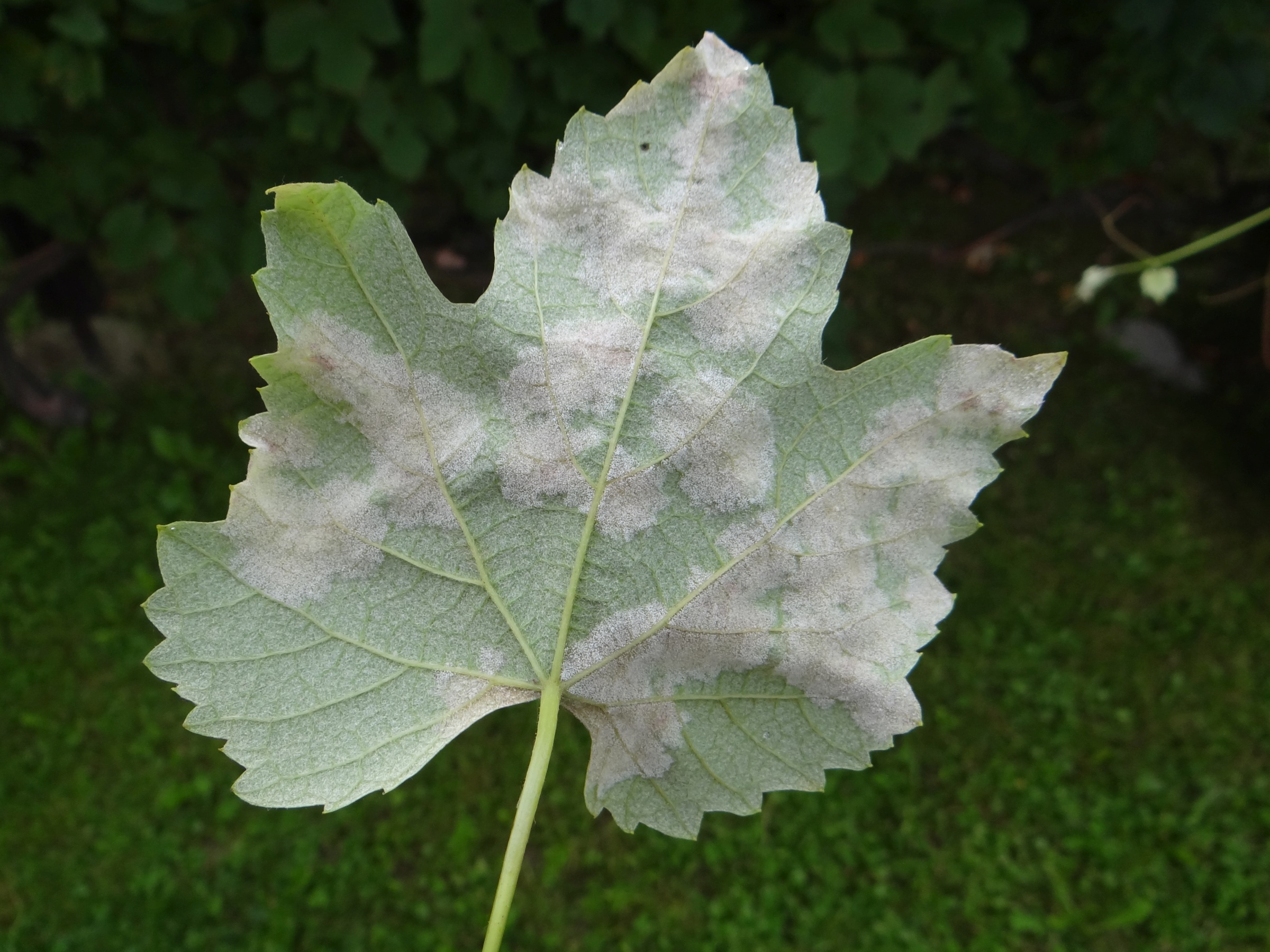
Objawy mączniaka na dolnej powierzchni liścia

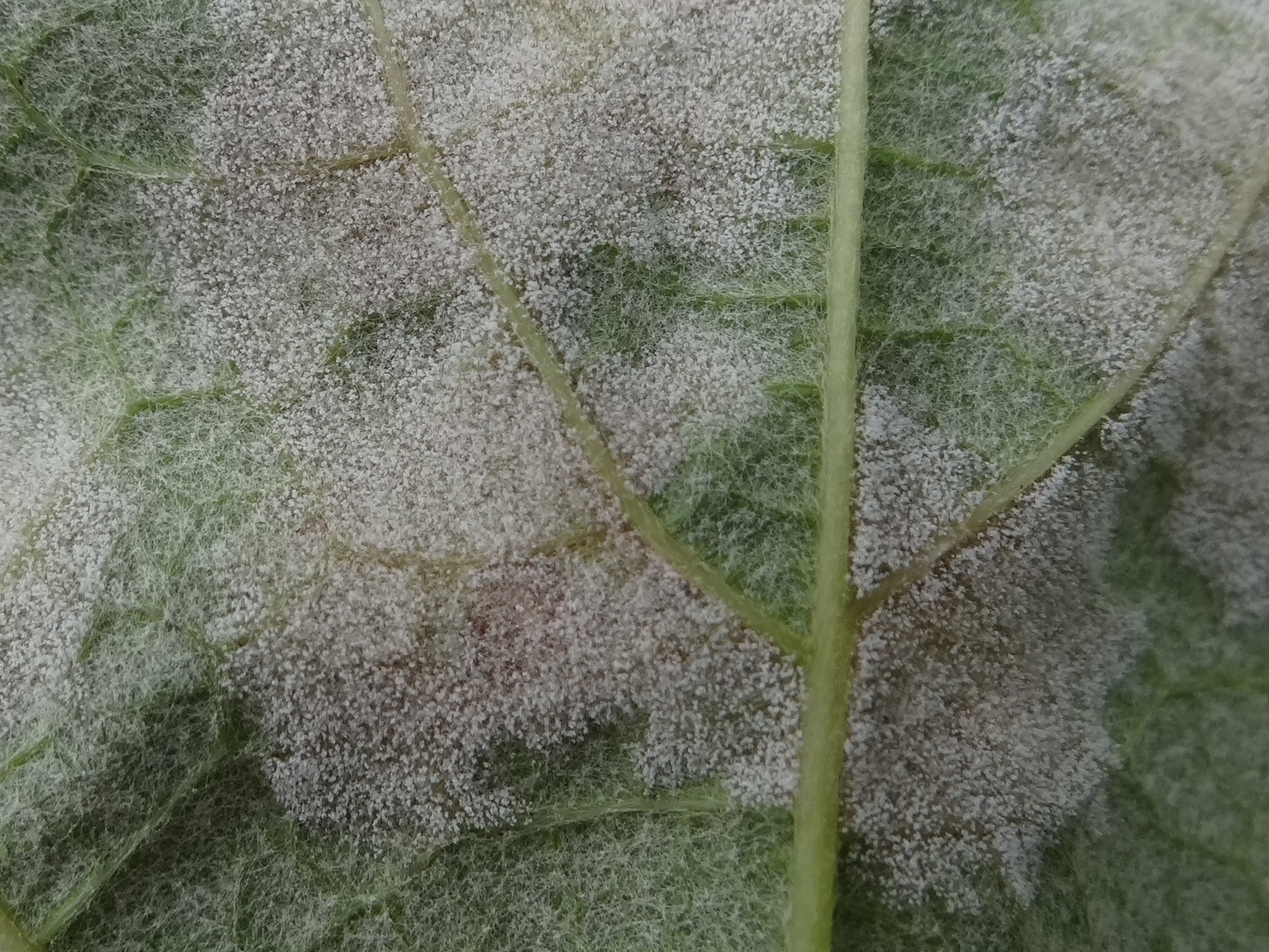
Grzybnia na dolnej powierzchni liścia

Mączniak rzekomy winorośli – choroba roślin rozwijająca się na ich zielonych częściach: pędach, kwiatostanach i owocach. Rozwojowi choroby sprzyja wysoka temperatura powietrza oraz duża wilgotność. Wywoływana przez drzewika (Plasmopara viticola) mającego postać pleśni, przez co traktowana jest jak choroba grzybowa.

## Objawy
Na górnej stronie młodych liści pojawiają się okrągławe lub owalne, żółtooliwkowe, tłuste plamy; od spodu, w miejscu plam, widoczny biały nalot przypominający grzybnię. Porażone miejsca w sprzyjających warunkach szybko się powiększają, z czasem brunatnieją i mogą się wykruszać. Na starszych liściach pojawiają się żółte plamy, ograniczone nerwami, co daje wygląd mozaiki. Na pędach porażenie mączniakiem rzekomym objawia się w postaci ciemnobrunatnych plam, porażone zaś kwiatostany ciemnieją i opadają. Na jagodach w pierwszym okresie pojawia się nalot, następnie owoce więdną, przybierając postać brunatnych mumii.

## Zwalczanie
Zwalczanie mączniaka rzekomego realizowane jest przez stosowanie odpowiedniej agrotechniki: usuwanie źródeł zakażenia (suchych, opadłych liści, które należy jesienią wygrabić i spalić), wysokie formowanie krzewów, odpowiednie cięcie i systematyczne odchwaszczanie gleby. Ochrona chemiczna porażonych krzewów jest trudna, najczęściej udaje się jedynie zatrzymać rozwój choroby.
Profilaktycznie można stosować dwa opryski wiosenne przy użyciu Dithane (lub Folpan): przed i po kwitnieniu, a później opryski Miedzianem.
W przeszłości stosowano opryski łatwym do przygotowania fungicydem na bazie siarczanu miedzi i wapna – cieczą bordoską.